# James Frain
James Dominic Frain (Leeds; 14 de marzo de 1968) es un actor británico de cine, teatro y televisión. Es más conocido por su papel en la serie The Tudors, en la que representó a Thomas Cromwell, por su papel como el vampiro Franklin Mott en la tercera temporada de la serie True Blood, por su papel como el jefe magistrado Gérard de Villefort en El conde de Montecristo y por su papel de Theo Galavan en Gotham. Actualmente interpreta a Sarek en la serie Star Trek: Discovery.

## Biografía
Frain es el mayor de ocho hijos de una maestra y un corredor de bolsa; uno de sus hermanos es el actor Ben Frain. Nació en la ciudad inglesa de Leeds (Yorkshire del Oeste) y se crio en Stansted Mountfitchet (en Essex).
Estudió en el Newport Free Grammar School (escuela gratuita de gramática de Newport), se especializó en Inglés, Cine y Teatro en la Universidad de East Anglia y se formó como actor en la Central School of Speech and Drama (Escuela Central de Habla y Teatro), en Londres.
En el 2004 Frain se casó con la actriz y guionista estadounidense Marta Cunningham; la pareja tiene dos hijos. En su tiempo libre es un pintor aficionado.

## Carrera
Mientras estudió en el Central School of Speech and Drama hizo su debut en el cine en Shadowlands (1993), descubierto por Richard Attenborough, y desde entonces ha tenido una exitosa carrera cinematográfica a ambos lados del Atlántico.
Experto en acentos y capaz de reproducir una gran variedad de papeles, fue nominado a mejor actor en el Festival de Cine de Venecia de 1995 por su interpretación de un terrorista norirlandés en la película Nothing Personal (1995, de Thaddeus O'Sullivan) y a mejor actor de reparto en los premios Genies en Toronto por su interpretación en Sunshine, de István Szabó (1999).
Ha trabajado mucho en teatro en el Reino Unido, apareció con la Royal Shakespeare Company y con el Royal Court Theatre, así como en el West End (Londres). También ha aparecido en Broadway (Nueva York). Fue galardonado con el premio Drama Desk 2008 para las actuaciones más destacadas junto con el resto del elenco de The Homecoming (2007).
Ha aparecido en series de televisión como Armadillo (2001), 24 (2005), Invasión (2006) y The Closer (2006). Sus papeles más recientes incluyen Thomas Cromwell en The Tudors de Showtime, el multimillonario villano Ajedrez en la serie dramática de superhéroes The Cape (de NBC), el heroico templario Sir Gregory en la película para televisión Dark Relic (de Syfy) y el vampiro Franklin Mott en la serie dramática de HBO True Blood.
En la segunda temporada de Grimm, Frain se unió al reparto como un misterioso personaje recurrente llamado Eric Renard. También destacó por su papel de Ricardo Neville, el hacedor de reyes, en la serie The White Queen.

## Filmografía[5]
- 1993: Shadowlands, como Peter Whistler
- 1993: Prime Suspect (miniserie), como Jason Baldwin
- 1995: The Buccaneers (miniserie), como Julius Folyat, duque de Trevenick
- 1995: Nothing Personal (película), como Kenny
- 1995: An Awfully Big Adventure (película), como John Harbour
- 1996: Rasputin: Dark Servant of Destiny, como príncipe Félix Yusúpov
- 1996: Tales from the Crypt, como Elliot, Report from the Grave
- 1996: Loch Ness, como Adrian Foote
- 1997: Robinson Crusoe, sin acreditar
- 1997: Macbeth on the Estate (película de televisión), como Macbeth
- 1997: Red Meat, como Víctor
- 1998: Elizabeth, como el embajador español Álvaro de la Quadra
- 1998: Hilary and Jackie, como Daniel Barenboim
- 1998: What Rats Won't Do, como Jack Sullivan
- 1999: Sunshine, como Gustave Sonnenschein
- 1999: Titus, como Bassianus
- 2000: Arabian Nights, como Schahzenan / Harun al-Rashid
- 2000: Where the Heart Is, como Forney Hull
- 2000: Reindeer Games, como Nick
- 2001: Armadillo, como Lorimer Black
- 2002: The Count of Monte Cristo, como J.F. Villefort
- 2002: Camino a la guerra, como Richard N. Goodwin
- 2003: Leonardo (serie de TV), como Cesare Borgia
- 2004: Spartacus (película de televisión), como David
- 2005: Empire, como Marcus Junius Brutus
- 2005: 24 (serie de televisión), como Paul Raines
- 2005: Into the Blue, como Reyes
- 2006: The Front Line, como Eddie Gilroy
- 2006: Invasion (serie de TV), como Eli Szura
- 2006: The Closer (serie de TV), como Paul Andrews
- 2007-2009: The Tudors (serie de TV), como Thomas Cromwell
- 2008: Law and Order: Criminal Intent (serie de TV), como Dean Holiday.
- 2008: Fringe (serie de TV).
- 2009: In Plain Sight (serie de TV), como Philip Ashmore/Roy Murray.
- 2009: Grey's Anatomy (serie de TV), como Tom.
- 2009: Lie to Me (serie de TV), como Lance McClellan.
- 2009: Law & Order: SVU (serie de TV), como Martin Gold.
- 2009: Everybody's Fine (película), como Tom
- 2009: Californication (serie de TV), episodio "Mia Culpa", como Paul.
- 2009: FlashForward, como Dr. Gordon Myhill
- 2010: Leverage (serie de TV), como John Douglas Keller)[6]
- 2010: Tron: Evolution (videojuego), como Zuse.
- 2010: Tron: Legacy (película), como Jarvis.
- 2010: CSI: Crime Scene Investigation (serie de TV), como Jeffrey Hughes.
- 2010: CSI: Miami (serie de TV), como Richard Ellison.
- 2010: True Blood (serie de TV), como Franklin Mott[7]
- 2011: The Cape (serie de TV), como Peter Fleming/Chess (Ajedrez).
- 2011: Burn Notice (serie de TV), como James Forte.
- 2011: Water for Elephants (película), como Rosie's Caretaker
- 2012: The Mentalist (en el episodio "At First Blush").
- 2012: Grimm (2012; serie de TV), como Eric Renard
- 2012: Transit, como Marek
- 2013: The White Queen (serie de TV), como Lord Warwick, "el hacedor de reyes".
- 2013: El Llanero solitario (película) como pistolero
- 2015: True Detective (serie de TV), como Kevin Burris.
- 2015: Gotham (serie), como Theo Galavan.
- 2016: The Architect (película), como Miles Moss.
- 2017: Orphan Black (serie de TV), como Ferdinand Chevalier

## Premios y nominaciones
| Año  | Categoría                                         | Premio      | Trabajo nominado | Resultado |
| ---- | ------------------------------------------------- | ----------- | ---------------- | --------- |
| 2000 | Best Performance by an Actor in a Supporting Role | Genie Award | Sunshine         | Nominado  |